# Lagune Nove Kaledonije
Lagune Nove Kaledonije čini dvostruki koraljni greben, drugi po veličini na svijetu poslije Velikog goraljnog grebena u Australiji, koji se nalazi u Novoj Kaledoniji, francuskom otočju u Oceaniji.
Koraljno grebenje okružuje najveći otok Nove Kaledonije, Grand Terre ("Velika zemlja"), ali i otok Ile des Pins i ostale manje otoke, te ima dužinu od 1.500 km, te laguna ima površinu od oko 24.000 km², prosječne dubin od oko 25 m. Greben se proteže otprilike oko 30 km od obale, ali se prema sjeveroistoku proteže oko 200 km do grebena Entrecasteaux koji zatvara otočje Belep i druge niske pješćane otoke. Nekoliko prirodnih prolaza kroz grebenje se proteže od otvorenog oceana prema otoku, od kojih je najveći onaj do prijestolnice i glavne luke Nove Kaledonije, Nouméa.
Greben je dom velikoj raznolikosti živog svijeta, od malenih planktona do golemih morskh pasa, i između ostalog endemskim vrstama dugonga (Dugong dugon) i Goleme želve (Chelonia mydas). 
Većina grebena je u dobrom stanju, samo je istočno grebenje oštećeno ispiranjem zbog iskapanja nikla na Grande Terreu, a grebenje na ušćim rijeka su oštećena zbog uništenja mangrove šume koja je omogućavala učvršćivanje koralja.
God. 2008., Lagune Nove Kaledonije su upisane na UNESCO-ov popis mjesta svjetske baštine u Australiji i Oceaniji kao prirodni fenomen izvanredne ljepote i mjesto neprekinutih bioloških i ekoloških procesa, te mjesto u kome obitava veliki broj raznolikih i ugroženih živih vrsta.
- Nova Kaledonija iz svemira
- Ovaj dio lagune, u blizini Dumbéa i Païta, sjeverozapadno od Nouméa, nije uključen u UNESCO-ovu zaštićenu baštinu
- ASTER-ova slika radiometrijskog toplinskog zračenja lagune
- Hanibalov greben (Récif de l'Annibal)

## Vanjske poveznice
- Novokaledonijski koraljni greben (World Wildlife Fund) (engl.)
- Novokaledonijski koraljni greben (Francusko društvo koraljnog grebenja)  Arhivirana inačica izvorne stranice od 12. ožujka 2005. (Wayback Machine) (fr.)